# Desoto Lakes
Desoto Lakes – jednostka osadnicza w Stanach Zjednoczonych, w stanie Floryda, w hrabstwie Sarasota.